# Fredson Bowers
Fredson Bowers, all'anagrafe Fredson Thayer Bowers (New Haven, 25 aprile 1905 – Charlottesville, 11 aprile 1991), è stato un filologo e bibliografo statunitense.

## Biografia
Bowers si laureò alla Brown University e discusse poi a Harvard la sua tesi di dottorato. Dopo il conseguimento del titolo insegnò a Princeton per poi passare, nel 1938, alla University of Virginia.
Durante la Seconda Guerra Mondiale, fu a capo di un'unità di decodifica dei messaggi nemici nell'esercito americano con il grado di comandante.
Nel 1947 coordinò la fondazione della Bibliographical Society of the University of Virginia (Società bibliografica dell'Università della Virginia), della quale fu presidente per molti anni, e tra i cui compiti rientrò anche la pubblicazione del periodico annuale Studies in Bibliography, che divenne una delle più importanti pubblicazioni di argomento bibliografico al mondo.
Nel 1969 gli fu conferita la medaglia d'oro della londinese Bibliographical Society.
Andato in pensione nel 1975, ottenne il grado di professore emerito nella stessa Universiy of Virginia.
La sua notorietà è dovuta a uno dei più importanti manuali di bibliografia, i Principles of Bibliographical Description (Principi della descrizione bibliografica, Princeton, 1949).